# Зеистечо
Зеистечо (груз. ზეისტეჩო) — село в Грузии, в муниципалитете Душети края Мцхета-Мтианети. 

## География
Село расположено в северной части края, в 75 километрах по прямой к северо-востоку от центра муниципалитета Душети. Высота центра — 2000 метров над уровнем моря.

## Население
По данным переписи населения 2014 года, в селе проживал 1 человек.
| Год  | Население | Мужчины | Женщины |
| ---- | --------- | ------- | ------- |
| 1926 | 54        | 21      | 33      |
| 2002 | 1         | 1       | 0       |
| 2014 | 1         | 1       | 0       |